# 笠松町民運動場
笠松町民運動場（かさまつちょうみんうんどうじょう）は、岐阜県羽島郡笠松町にある運動場である。

## 概要
1971年（昭和46年）完成。1976年（昭和51年）に夜間照明が設置されている。広さは11,339 m2。野球場1面として利用可能。

## 利用案内
- 休場日：年末年始（12月29日 - 1月3日）及び笠松町行事開催日（笠松春まつり、リバーサイドカーニバル、町民運動会など）
- 営業時間： 6:00 - 21:30
- 利用料金：有料。利用には事前予約が必要。

## 所在地
- 岐阜県羽島郡笠松町長池573番地の1

## 交通アクセス
- 笠松町公共施設巡回町民バス「福祉健康センター」バス停より徒歩で約5分。
- 名鉄竹鼻線「柳津駅」下車、徒歩で約20分。

## 周辺施設
- 笠松町立松枝小学校
- 松枝保育所
- 笠松双葉幼稚園
- 笠松町運動公園
- 岐阜羽島警察署

## その他
笠松町の町民運動場は他に、「笠松町民米野運動場」（笠松町米野。1978年（昭和53年）開場。41,110 m2）、「笠松町民江川運動場」（笠松町江川。1979年（昭和54年）開場。18,130 m2）がある。これらは木曽川（北派川）河川敷に存在する。